# Tangebeek
Tangebeek är ett vattendrag i Belgien.   Det ligger i regionen Flandern, i den centrala delen av landet, 12 km norr om huvudstaden Bryssel.
Trakten runt Tangebeek består till största delen av jordbruksmark. Runt Tangebeek är det mycket tätbefolkat, med 1 361 invånare per kvadratkilometer.